# 狭眼凤尾蕨
狭眼凤尾蕨（学名：Pteris biaurita）为凤尾蕨科凤尾蕨属下的一个种。

## 扩展阅读
- 維基物種上的相關：狭眼凤尾蕨